# 두바이유
두바이유(영어: Dubai crude)는 아랍에미리트 두바이에서 추출되는 원유이다. 두바이유는 페르시아만에서 생산된 원유 중에서 생산과 거래가 동시에 가능하기 때문에 가격 벤치마크로서 쓰인다.

## 같이 보기
- 서부 텍사스 중질유
- 브렌트유